# Adjinga vittata
Adjinga vittata là một loài bọ cánh cứng trong họ Cerambycidae.